# День краватки
День краватки — свято, що відзначається 18 жовтня на батьківщині краватки — у Хорватії, де з 2008 року має офіційний статус (Всесвітній день краватки), та в інших країнах (Франція, Велика Британія тощо).

## Історія краватки
Сучасна краватка походить від вишитих шийних хусток, що їх носили хорватські солдати під час Тридцятилітньої війни (1618—1648). Хустки сподобалися при дворі французького короля Людовика XIV та поширилися серед вищого світу та буржуа під назвою «cravate» (від французького «a la Croate» — «по-хорватськи»).
Хорватські шийні хустки трансформувалися у майже сучасні до середини XIX століття. Після запровадження моди на сорочки з коміром було винайдено десятки способів зав'язування краватки, що було особливо популярним серед британських джентльменів, а згодом — по всьому світові.
Серед жінок носіння краватки поширилося у 1930-ті роки завдяки руху феміністок та відомим артисткам, зокрема Марлен Дітріх.